# Pesa Twist
Pesa Twist – rodzina jednoprzestrzennych tramwajów niskopodłogowych produkowanych od 2012 w zakładach Pesa w Bydgoszczy. Wśród wyprodukowanych egzemplarzy można wyróżnić pojazdy 3- i 4-członowe. Tramwajów z tej rodziny powstało łącznie 336 i są one eksploatowane w Estonii (Tallinn), Polsce (Częstochowa, Gorzów Wielkopolski, Górnośląsko-Zagłębiowska Metropolia, Kraków i Wrocław), Rosji (Ufa), Rumunii (Krajowa) i Ukrainie (Kijów).

## Historia

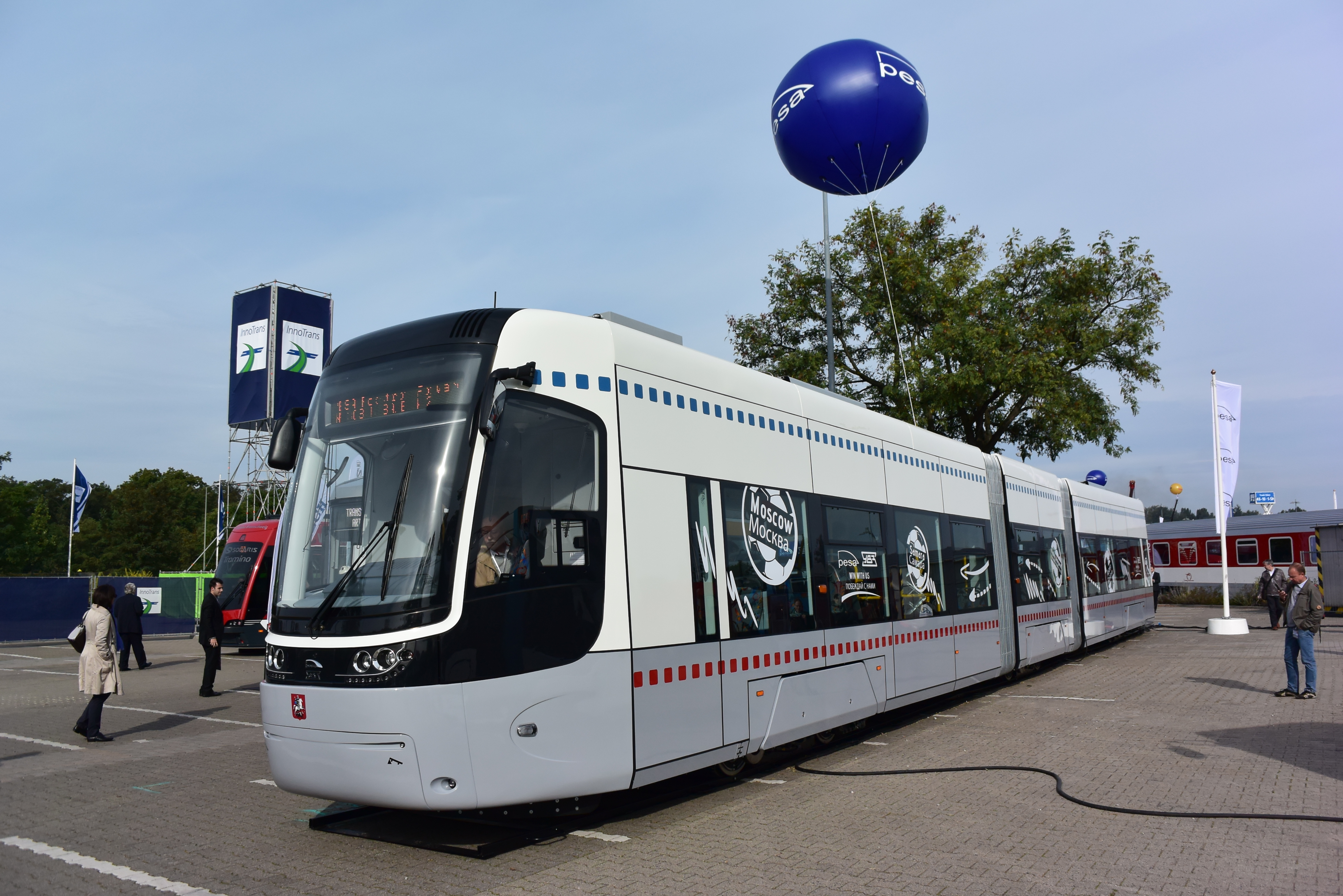
Fokstrot na InnoTrans 2014

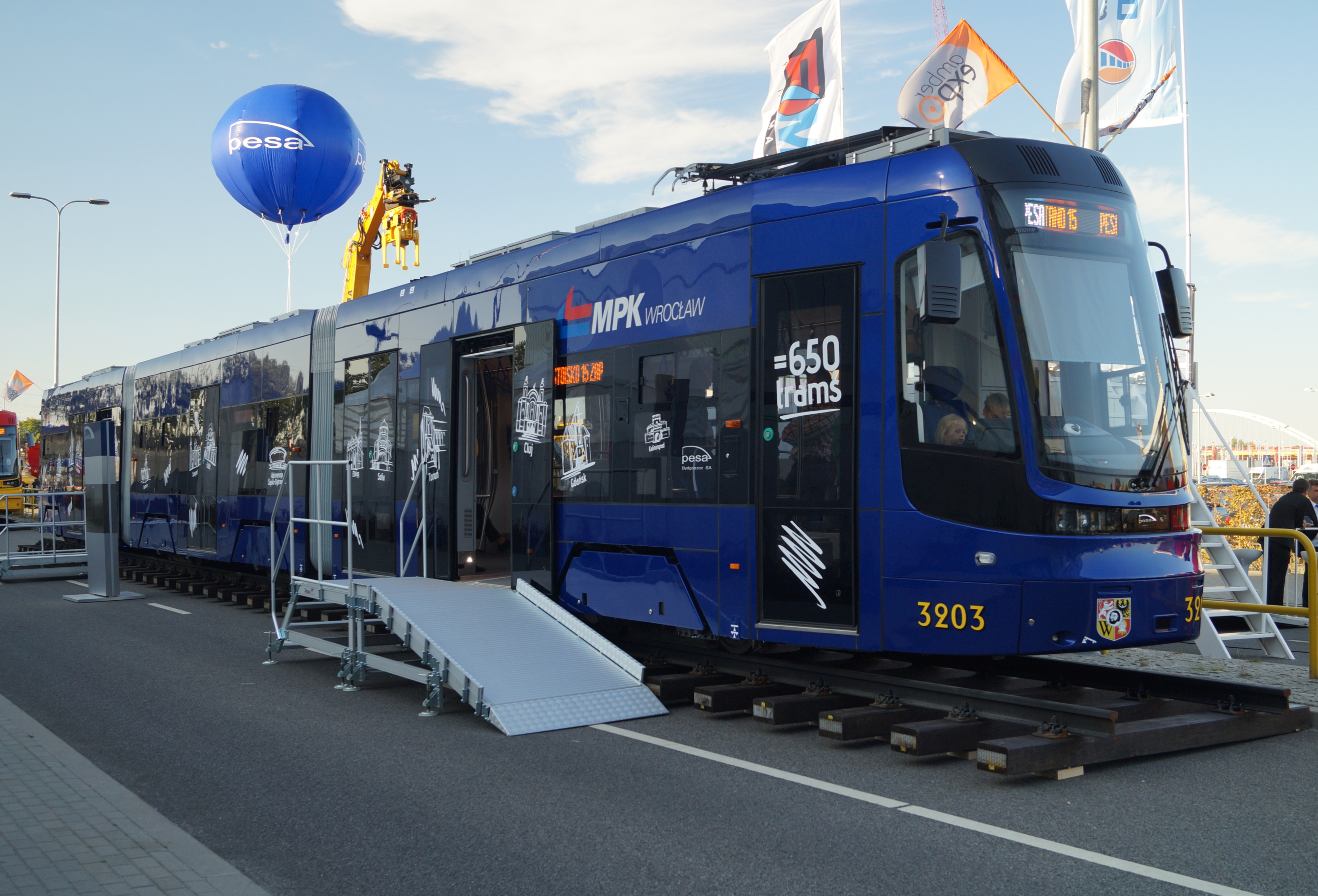
2010NW na targach Trako 2015

### Geneza
W 2006 Pesa Bydgoszcz rozpoczęła produkcję tramwajów. Do 2008 budowano model Tramicus, a w 2010 rozpoczęto wytwarzanie wagonów z rodziny Swing. Ich konstrukcje były do siebie zbliżone – tramwaj o długości około 30 m miał 5 sekcji i poruszał się na 3 sztywnych wózkach.
Również w 2006 MPK Częstochowa rozpisało przetarg na zakup fabrycznie nowych tramwajów niskopodłogowych, gdyż z powodu planowanego otwarcia nowej linii tramwajowej wzrosły potrzeby taborowe. Przewoźnik, ze względu na zły stan torowisk, chciał zakupić tramwaje o niższym nacisku statycznym osi na tor niż to przewiduje polska norma. Innym wymogiem zamawiającego były wszystkie wózki skrętne z klasycznym osiowym zestawem kołowym.
Bydgoska Pesa zaprojektowała nową rodzinę tramwajów, która spełniała wymogi częstochowskiego przewoźnika. Powstała wersja 32-metrowa poruszająca się na czterech skrętnych wózkach. W 2010 władze Częstochowy złożyły pierwsze zamówienie na twisty, a w 2012 bydgoską fabrykę opuścił prototyp tego modelu.

### Zamówienia
- 17 grudnia 2010 – podpisanie umowy na dostawę 7 tramwajów typu 2010N dla Częstochowy[5],
- 10 grudnia 2012 – podpisanie umowy na dostawę 30 tramwajów typu 2012N dla konurbacji górnośląskiej[7],
- 27 czerwca 2013 – podpisanie umowy na dostawę 120 tramwajów typu 71-414 dla Moskwy[8] (zamówienie zostało później zmniejszone do 90 pojazdów[9]),
- 3 lipca 2014 – podpisanie umowy na dostawę 36 tramwajów typu 2014N dla Krakowa[10],
- 15 grudnia 2014 – podpisanie umowy na dostawę 6 tramwajów typu 2010NW dla Wrocławia[11],
- marzec 2015 – podpisanie umowy na dostawę 2 tramwajów typu 2010NW dla Wrocławia[12],
- maj 2016 – podpisanie umowy ramowej na dostawę 10 tramwajów typu 71-414K dla Kijowa[13][14],
- sierpień 2017 – podpisanie umowy na dostawę 40 tramwajów dla Kijowa[15],
- 22 września 2017 – podpisanie umowy na dostawę 14 trójczłonowych tramwajów dwukierunkowych typu 2015N dla Gorzowa Wielkopolskiego[16],
- 15 stycznia 2018 – podpisanie umowy na dostawę 10 tramwajów typu 2010N-10 dla Częstochowy[17],
- 29 czerwca 2018 – podpisanie umowy na dostawę 35 tramwajów (typu 2012N-10 i 2017N) dla konurbacji górnośląskiej[18],
- 4 kwietnia 2019 – podpisanie umowy ramowej na dostawę 10 tramwajów dla Kijowa[19],
- 14 grudnia 2020 – podpisanie oświadczenie o skorzystaniu z opcji na 5 dodatkowych tramwajów 2017N dla konurbacji górnośląskiej[20],
- 17 lipca 2021 – podpisanie umowy na dostawę 17 tramwajów dla Krajowy[21],
- 20 grudnia 2021 – podpisanie umowy na dostawę 24 tramwajów dla Wrocławia[22],
- 25 maja 2022 – podpisanie umowy na dostawę 8 tramwajów dla Tallinna[23],
- lipiec 2022 – podpisanie oświadczenie o skorzystaniu z opcji na 15 dodatkowych tramwajów dla Tallinna[24],
- 4 lutego 2025 – podpisanie umowy na dostawę 40 tramwajów (w tym 10 dwukierunkowych) dla Górnośląsko-Zagłębiowskiej Metropolii[25],
- 3 kwietnia 2025 – podpisanie umowy ramowej na dostawę 90 tramwajów dla Krakowa[26],
- 18 sierpnia 2025 – podpisanie umowy na dostawę 30 tramwajów dwukierunkowych dla Krakowa[27].

### Prezentacje promocyjne
Światowa premiera Twista miała miejsce we wrześniu 2012 podczas targów InnoTrans w Berlinie. W maju 2014 podczas obchodów 115-lecia tramwaju elektrycznego w Grudziądzu zaprezentowano Fokstrota (moskiewskiego Twista). Fokstrota zaprezentowano również na targach InnoTrans 2014. Wrocławskiego Twista zaprezentowano na targach Trako 2015. We wrześniu 2016 na InnoTrans zaprezentowano Krakowiaka. Dwa lata później podczas Trako 2019 zaprezentowano gorzowskiego Twista. We wrześniu 2024 w Berlinie zaprezentowano Twista dla Wrocławia.

## Konstrukcja

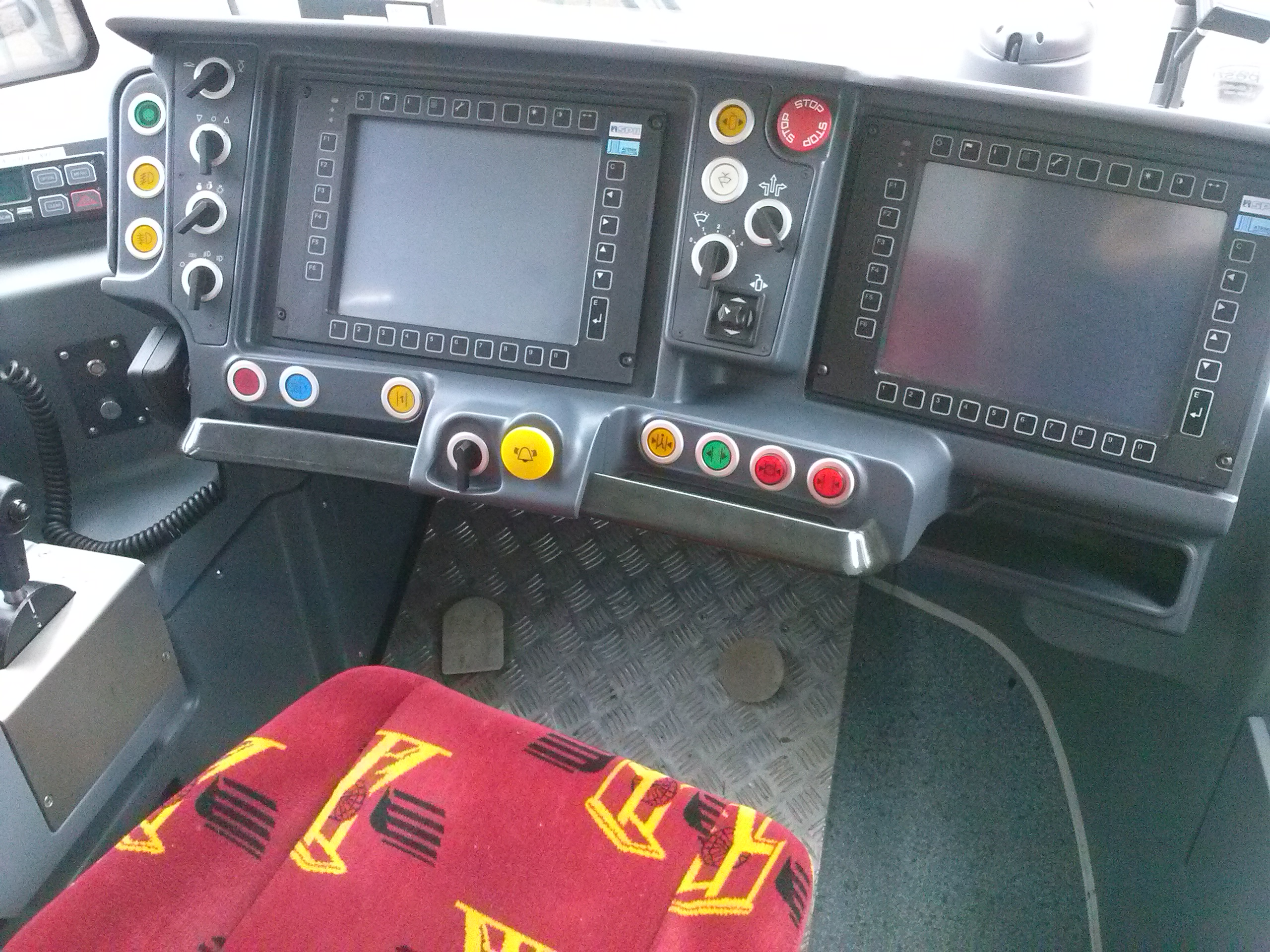
Kabina motorniczego w 2012N

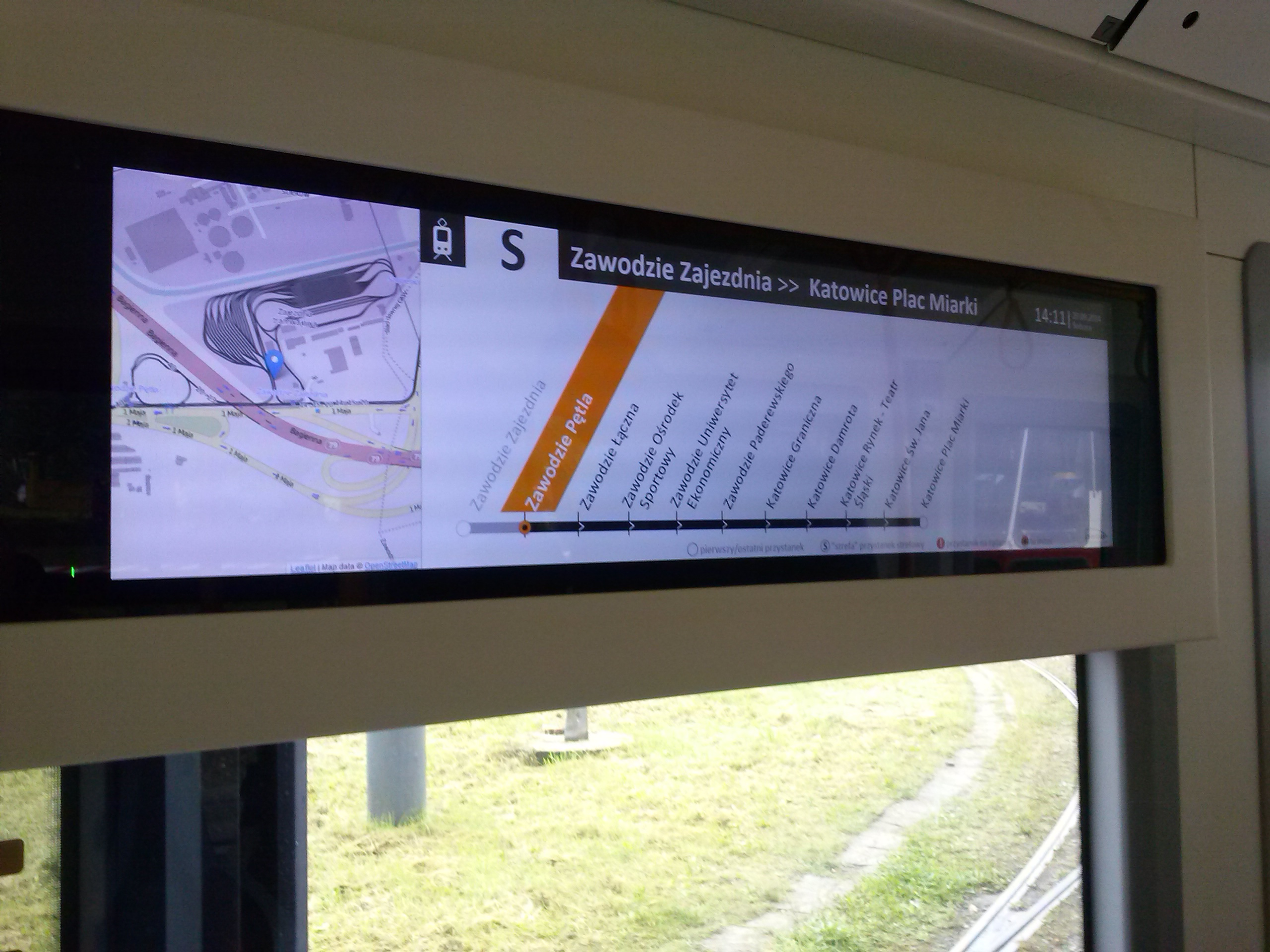
System informacji pasażerskiej w 2012N

### Charakterystyka ogólna
Twisty zaprojektowano jako tramwaje posiadające od dwóch do czterech członów. Producent oferuje pojazdy jedno- i dwukierunkowe o różnej szerokości: 2300, 2400, 2500 i 2650 mm oraz przystosowane do różnego rozstawu szyn: 1000, 1435 i 1520 mm. Konstrukcja wytrzymuje ściskanie siłą 400kN (klasa PIV normy EN-12663) i spełnia normę zderzeniową EN-15227. Dla wymagań bezpieczeństwa zaprojektowano m.in. klatkę bezpieczeństwa dla kabiny motorniczego i zderzaki pochłaniające energię zderzenia.
| Liczba członów      | Długość całkowita | Pojemność (5 os./m²) |
| ------------------- | ----------------- | -------------------- |
| 2                   | 22,8 m            | 140 – 158            |
| 3 (wersja krótka)   | 26,255 m          | 184                  |
| 3 (wersja normalna) | 32 m              | 208 – 243            |
| 4                   | 41,9 m            | 270 – 310            |
| źródło:             |                   |                      |

Dla Twistów przewidziano przekształtnikowy układ napędowy umożliwiający hamowanie rekuperacyjne i przemieszczanie się (w sytuacjach awaryjnych) przy wykorzystaniu energii z baterii. Tramwaj w wersji trójczłonowej może być rozpędzany poprzez silniki umieszczone w dwóch (układ osi Bo'2'2'Bo' ) lub trzech (układ osi Bo'Bo'2'Bo' ) wózkach. Wszystkie wózki są obrotowe i posiadają klasyczne osie.
Wnętrze Twistów może być częściowo lub w pełni niskopodłogowe. Przy jednych drzwiach wejściowych jest rampa wjazdowa dla podróżujących na wózkach inwalidzkich. Kolejnym ułatwieniem jest wysokość wejścia – 350 mm nad główką szyny. Przestrzeń pasażerska może być wyposażona w klimatyzację i system informacji pasażerskiej.

### Wersje
| Typ | Dodatkowe określenie | Rozstaw szyn | Napięcie zasilania | Liczba członów | Układ osi  | Nacisk na oś | Długość  | Szerokość | Liczba i moc silników | Prędkość maksymalna | Miejsca siedzące | Niska podłoga | Właściwości |                             |
| --- | -------------------- | ------------ | ------------------ | -------------- | ---------- | ------------ | -------- | --------- | --------------------- | ------------------- | ---------------- | ------------- | --- | --------------------------- |
| 2010N |                      | 1435 mm      | 600 V              | 3              | Bo'2'2'Bo' |              | 32 m     | 2,4 m     | 4 × 105 kW            | 75 km/h             | 59               | 100%          | klimatyzacja przestrzeni pasażerskiej · przewóz osób na wózkach · zasobniki energii                                                                 | [ 37 ]                      |
| 2012N | Step                 | 1435 mm      | 600 V              | 3              |            |              | 32 m     | 2,4 m     | 4 × 105 kW            | 70 km/h             | 77               | 73%           | przewóz osób na wózkach | [ 7 ] [ 38 ] [ 39 ] [ 40 ]  |
| 71-414 | Fokstrot             | 1524 mm      |                    | 3              |            | 9,555 t      | 26,255 m | 2,5 m     |                       | 75 km/h             | 60               | 100%          | klimatyzacja przestrzeni pasażerskiej | [ 35 ] [ 41 ] [ 42 ] [ 43 ] |
| 2014N | Krakowiak            | 1435 mm      | 600 V              | 4              |            |              | 42,83 m  | 2,4 m     |                       | 70 km/h             | 102              |               | klimatyzacja przestrzeni pasażerskiej · przewóz osób na wózkach · automaty biletowe · przewóz rowerów · gniazdka elektryczne · ładowarki USB        | [ 10 ] [ 44 ] [ 45 ] [ 46 ] |
| 2010NW |                      | 1435 mm      | 600/750 V          | 3              |            |              | 32 m     | 2,4 m     |                       | 70 km/h             | 58               | 100%          | klimatyzacja przestrzeni pasażerskiej · przewóz osób na wózkach · automaty biletowe · ładowarki USB                                                 | [ 47 ] [ 48 ]               |
| 2015N |                      | 1435 mm      |                    | 3              |            |              | 24,2 m   | 2,4 m     |                       | 70 km/h             | 48               | 100%          | pojazd dwukierunkowy · klimatyzacja przestrzeni pasażerskiej · przewóz osób na wózkach · automaty biletowe · Internet bezprzewodowy · ładowarki USB | [ 16 ] [ 49 ] [ 50 ]        |
| 2010N-10 |                      | 1435 mm      |                    | 3              | Bo'2'2'Bo' |              | 32,2 m   | 2,4 m     | 4 × 105 kW            | 70 km/h             | 58               | 100%          | klimatyzacja przestrzeni pasażerskiej · przewóz osób na wózkach · automaty biletowe · Internet bezprzewodowy · ładowarki USB · zasobniki energii    | [ 17 ] [ 51 ] [ 52 ]        |
| 2017N |                      | 1435 mm      |                    | 3              |            |              | ~25 m    |           |                       |                     | 59               | 65,6%         | klimatyzacja przestrzeni pasażerskiej · zasobniki energii · przewóz osób na wózkach · Internet bezprzewodowy · ładowarki USB                        | [ 18 ] [ 53 ]               |
| 2012N-10 |                      | 1435 mm      |                    | 3              |            |              | ~32 m    |           |                       |                     | 77               | 75%           | klimatyzacja przestrzeni pasażerskiej · zasobniki energii · przewóz osób na wózkach · Internet bezprzewodowy · ładowarki USB                        | [ 18 ] [ 53 ]               |
| 145N | Craiova              |              |                    |                |            |              | 27 m     | 2,4 m     |                       |                     | 58               |               | klimatyzacja przestrzeni pasażerskiej · przewóz osób na wózkach · Internet bezprzewodowy · ładowarki USB                                            | [ 21 ] [ 54 ] [ 55 ]        |
| 146N | Wrocław              | 1435 mm      |                    | 3              |            |              | ~27 m    | 2,4 m     |                       |                     | 40               | 100%          | klimatyzacja przestrzeni pasażerskiej · przewóz osób na wózkach · zasobniki energii · ładowarki USB                                                 | [ 56 ] [ 57 ] [ 58 ]        |
| 147N | Tallinn              |              |                    | 3              |            |              | 28,56 m  |           |                       | 80 km/h             |                  | 100%          | klimatyzacja przestrzeni pasażerskiej · automaty biletowe                                                                                           | [ 59 ]                      |
| – klimatyzacja przestrzeni pasażerskiej – możliwość przewozu osób na wózkach – automaty biletowe – stojaki na rowery – gniazdka elektryczne – ładowarki USB – zasobniki energii |                      |              |                    |                |            |              |          |           |                       |                     |                  |               | |                             |

#### Twist dla Częstochowy

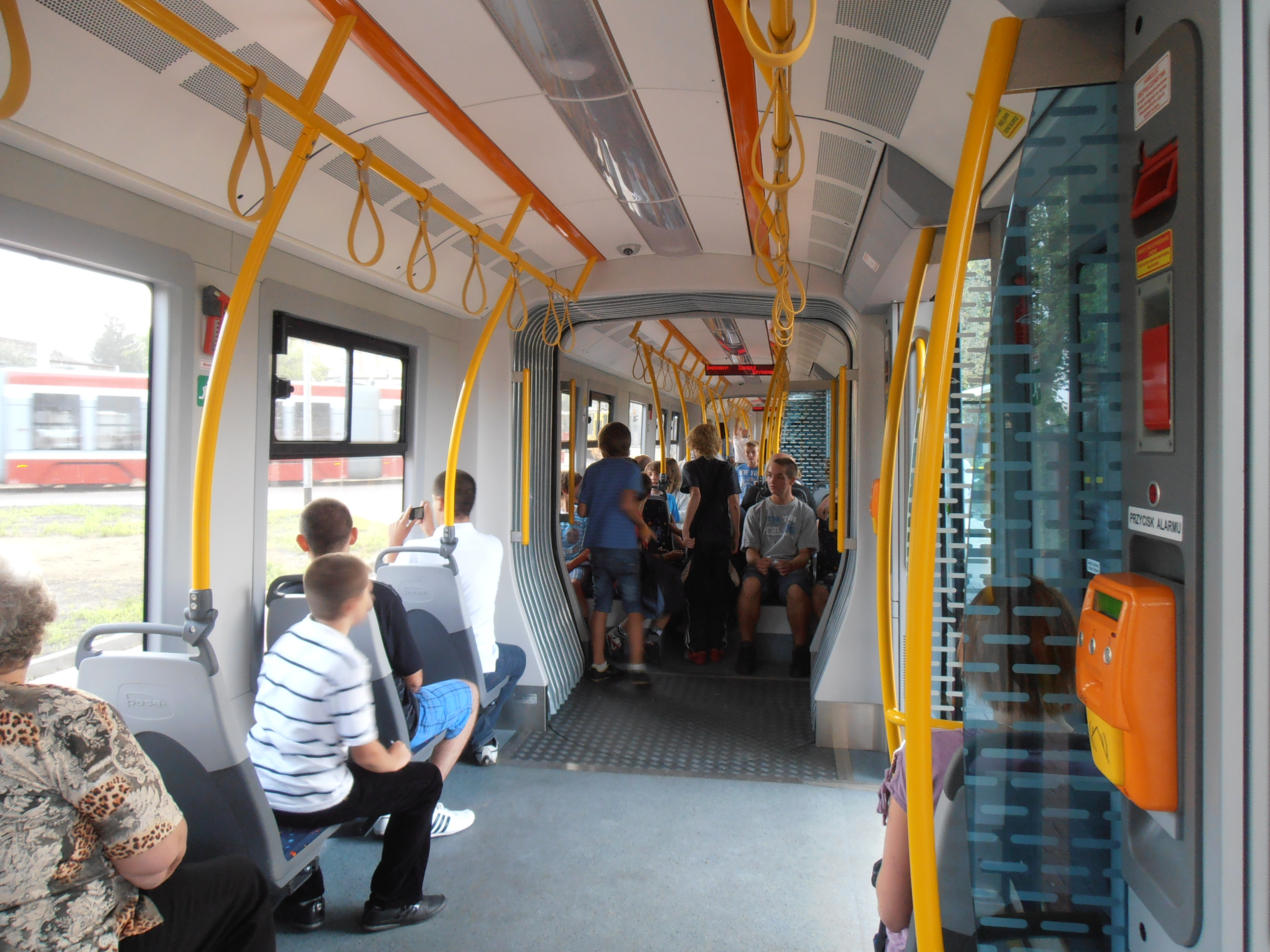
Wnętrze częstochowskiego twista

Pesa zaoferowała dla Częstochowy w pełni niskopodłogową wersję 2010N (129Nb). Pojazdy są jednokierunkowe i w całości klimatyzowane, zaprojektowane dla 208 pasażerów (5 os./m²). Pierwotnie planowano tylko 45 miejsc siedzących, ale ostatecznie wersja dla Częstochowy otrzymała w sumie 59 foteli.
Są pewne niejasności co do oznaczenia typu tramwaju. W prasie można spotkać oznaczenie 129Nb, jednak na tabliczkach znamionowych widnieje 2010N.
Wersja dla MPK Częstochowa posiada system informacji pasażerskiej wyposażony w tablice diodowe. Szósty egzemplarz, który przed oddaniem do użytku został zaprezentowany na targach InnoTrans w Berlinie, został tymczasowo wyposażony w nowocześniejszy system. Po imprezie wyposażenie tramwaju zostało jednak ujednolicone. Oprócz informacji wizualnej tramwaje są wyposażone w informacje dźwiękowe. Zapowiedzi głosowe zostały nagrane przez Artura Barcisia (zapowiedzi przystanków) oraz Zygmunta Staszczyka (pozostałe komunikaty).

#### Twist Step dla konurbacji górnośląskiej

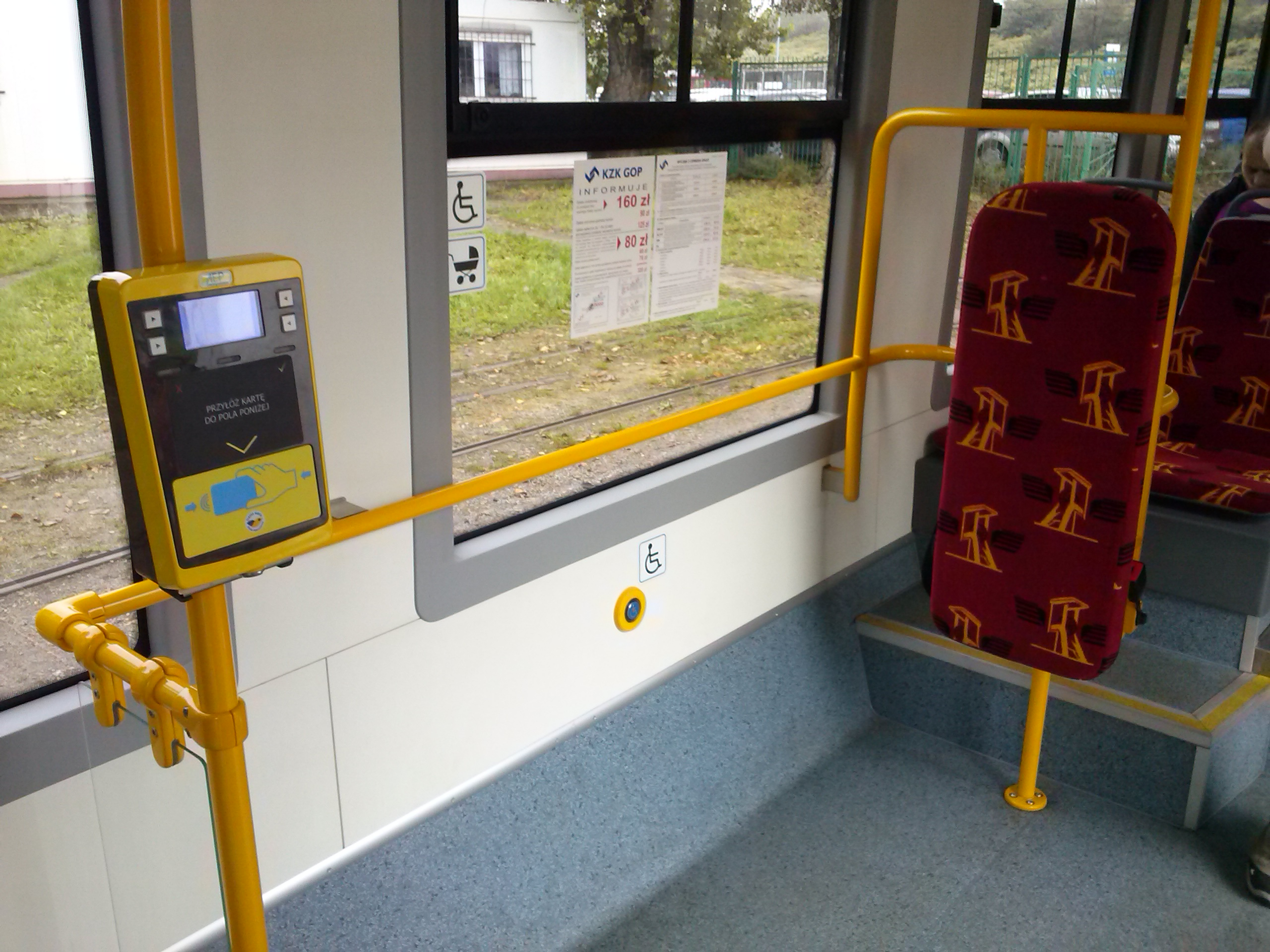
Miejsce na wózki inwalidzkie w górnośląskim twiście

Pojazdy dla Tramwajów Śląskich mają te same wymiary maksymalne pudła co 2010N, ale różnią się kształtem burt (wcięcia w dolnej części), mniejszym udziałem niskiej podłogi (73,6%), klimatyzacją tylko w kabinie motorniczego i większą liczbą miejsc siedzących (77). Zapowiedzi głosowe zostały nagrane przez Joannę Bartel. 20 śląskich twistów dodatkowo jest wyposażonych w komunikaty głosowe w języku angielskim.

#### Twist Fokstrot dla Moskwy

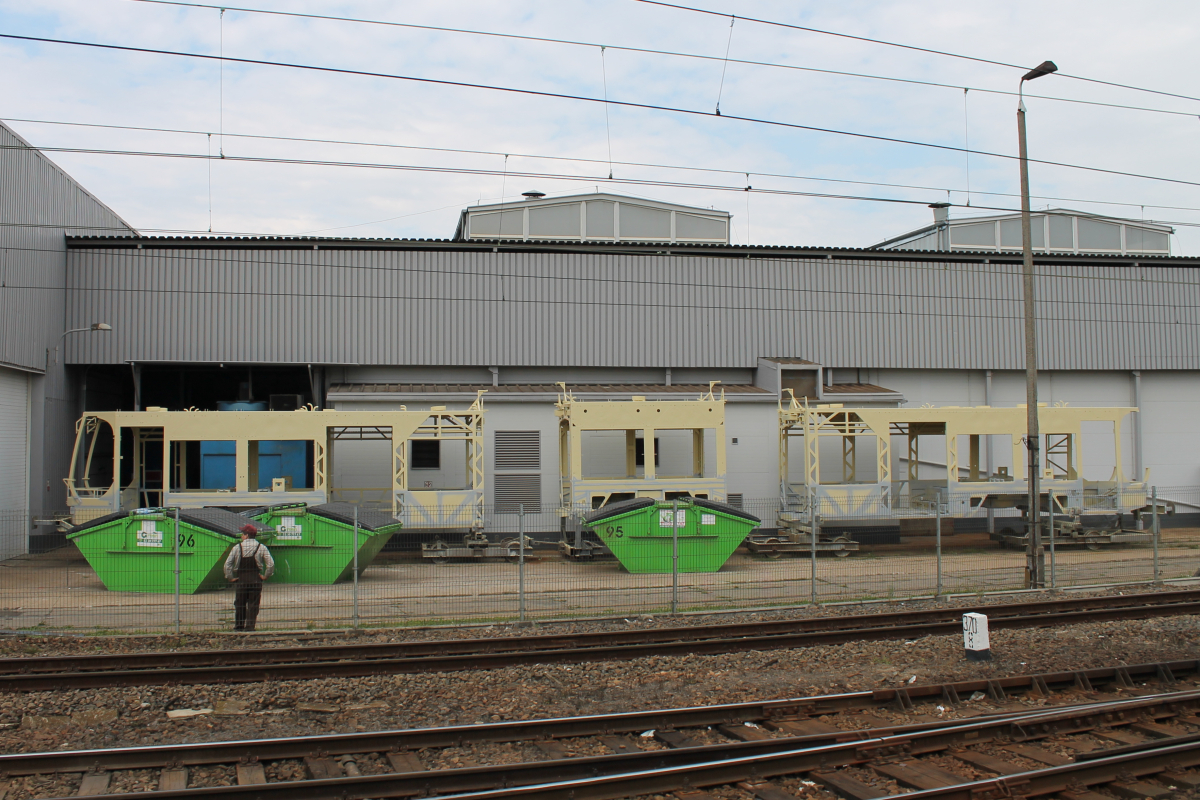
Pudła Fokstrotów dla Moskwy

Pojazdy są krótsze niż wcześniejsze (mają długość 26 255 mm) dzięki skróceniu środkowego członu, który jest podparty na jednym wózku, są także nieco szersze (2,5 m) i przystosowane do toru 1524 mm, dzięki czemu siedzenia przy ścianach pojazdu są umieszczone podwójnie. Fokstroty są dostosowane do większych wahań temperatury, tzn. -40 °C/+40 °C. Sylwetkę zewnętrzną Fokstrota zaprojektował Bartosz Piotrowski, a wnętrze Bartosz Piotrowski i NC.Art.

#### Twist Krakowiak dla Krakowa
Są to pierwsze pojazdy Pesy wyposażone w klimatyzatory HVAC firmy Vossloh Kiepe (po jednym na człon pojazdu + dodatkowy dla kabiny motorniczego). Wymieniony producent wyposażał tramwaje już wcześniej kupowane przez MPK Kraków. Jest to najdłuższy tramwaj wyprodukowany w Polsce, ze względu na swoją długość wymagał podzielenia na dwie części podczas transportu od producenta. Wnętrze pojazdu mieści około 300 pasażerów. Wozy mają zamontowany system informacji pasażerskiej oraz monitoring. Sylwetkę zewnętrzną krakowskiego Twista zaprojektował Bartosz Piotrowski, natomiast wnętrze Bartosz Piotrowski i NC.Art.

#### Twist dla Wrocławia
Pojazdy zostały wyposażone w system hamowania rekuperacyjnego, a pozyskiwana w ten sposób energia jest gromadzona w superkondensatorach. Dodatkowo, MPK Wrocław zamówiło system ostrzegania o przeszkodach na drodze tramwaju. Wrocławski Twist różni się od innych pewnymi szczegółami: posiada specjalny system zapachowy, ładowarki USB.
Sylwetkę zewnętrzną wrocławskiego Twista zaprojektowali Bartosz Piotrowski i Krzysztof Nogowski, natomiast wnętrze NC.Art.

#### Twist dla Tallinna
Tramwaje mają zostać wyposażone w nowoczesne systemy informacji, sprzedaży biletów, zliczania pasażerów, klimatyzacji, monitoringu, rekuperacji energii oraz diagnostyki online. Pojazdy będą posiadały podgrzewaną podłogę.

## Eksploatacja
| Państwo        | Miasto lub obszar                   | Przewoźnik              | Typ            | Lata dostaw    | Liczba    |                                    |
| -------------- | ----------------------------------- | ----------------------- | -------------- | -------------- | --------- | ---------------------------------- |
| Estonia        | Tallinn                             | TLT                     | 147N           | 2024–2025      | 23        | [ 23 ] [ 24 ] [ 71 ] [ 72 ]        |
| Polska         | Częstochowa                         | MPK Częstochowa         | 2010N          | 2012           | 7         | [ 3 ] [ 60 ]                       |
| Polska         | Częstochowa                         | MPK Częstochowa         | 2010N-10       | 2020           | 10        | [ 17 ] [ 73 ]                      |
| Polska         | Gorzów Wielkopolski                 | MZK Gorzów Wielkopolski | 2015N          | 2019           | 14        | [ 16 ] [ 49 ] [ 74 ] [ 75 ] [ 76 ] |
| Polska         | Górnośląsko-Zagłębiowska Metropolia | Tramwaje Śląskie        | 2012N          | 2013–2014      | 30        | [ 77 ]                             |
| Polska         | Górnośląsko-Zagłębiowska Metropolia | Tramwaje Śląskie        | 2012N-10       | 2020–2021      | 8         | [ 18 ] [ 78 ] [ 79 ]               |
| Polska         | Górnośląsko-Zagłębiowska Metropolia | Tramwaje Śląskie        | 2017N          | 2020–2022      | 32        | [ 18 ] [ 80 ] [ 78 ] [ 81 ] [ 82 ] |
| Polska         | Górnośląsko-Zagłębiowska Metropolia | Tramwaje Śląskie        |                | 2026-2028      | 0 z 40    | [ 83 ]                             |
| Polska         | Kraków                              | MPK Kraków              | 2014N          | 2015           | 36        | [ 84 ]                             |
| Polska         | Wrocław                             | MPK Wrocław             | 2010NW         | 2015           | 8         | [ 85 ] [ 86 ]                      |
| Polska         | Wrocław                             | MPK Wrocław             | 146N           | 2024-2025      | 24        | [ 87 ] [ 88 ]                      |
| Rosja          | Moskwa                              | MosGorTrans             | 71-414         | 2014–2016      | 1 (70)    | [ 89 ] [ 90 ]                      |
| Rosja          | Ufa                                 |                         | 71-414         | 2024           | 10        | [ 90 ] [ 91 ]                      |
| Rumunia        | Krajowa                             | RAT Craiova             | 145N           | 2022-2023      | 17        | [ 21 ] [ 92 ] [ 93 ] [ 94 ] [ 95 ] |
| Ukraina        | Kijów                               | Kyjiwpasstrans          | 71-414K        | 2015–2018      | 47        | [ 96 ] [ 14 ] [ 97 ] [ 98 ] [ 99 ] |
| Ukraina        | Kijów                               | Kyjiwpasstrans          |                | ?–2021         | 10        | [ 100 ] [ 101 ]                    |
| Łączna liczba: | Łączna liczba:                      | Łączna liczba:          | Łączna liczba: | Łączna liczba: | 336 z 376 |                                    |

### Tallinn
25 maja 2022 podpisana została umowa na 8 tramwajów (z opcją na kolejnych 15) dla TLT. W lipcu 2022 poinformowano o skorzystaniu z całej opcji na dodatkowe tramwaje. Pierwszy tramwaj dotarł do Tallinna 29 maja 2024 i następnie rozpoczął jazdy testowe. 23 sierpnia natomiast rozpoczął jazdy z pasażerami. W połowie września 2024 do Tallinna dostarczonych było 6 tramwajów. W styczniu 2025 zakończono dostawy, a w marcu wszystkie tramwaje woziły już pasażerów.

### Częstochowa

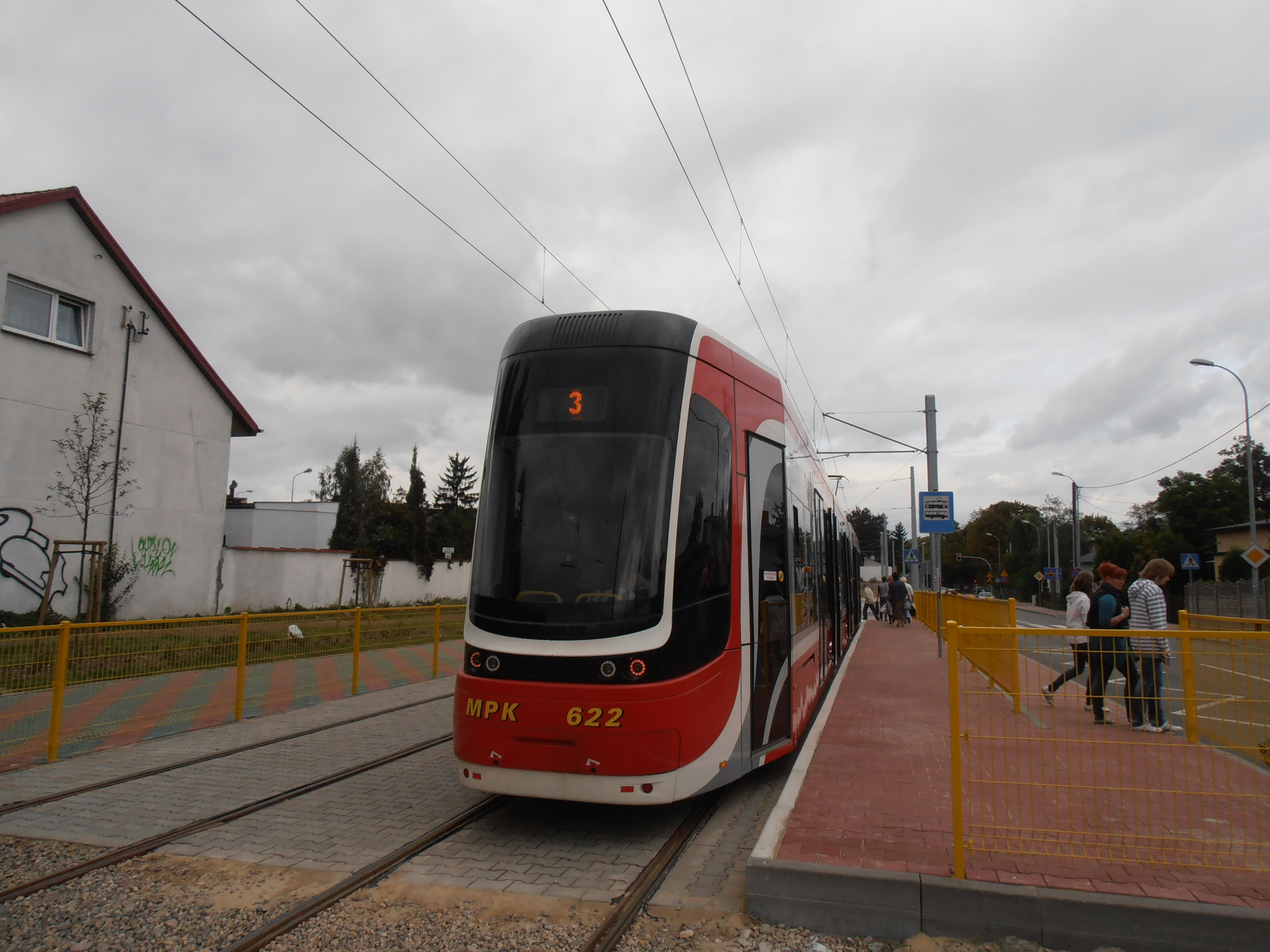
Częstochowski twist z 2012 roku

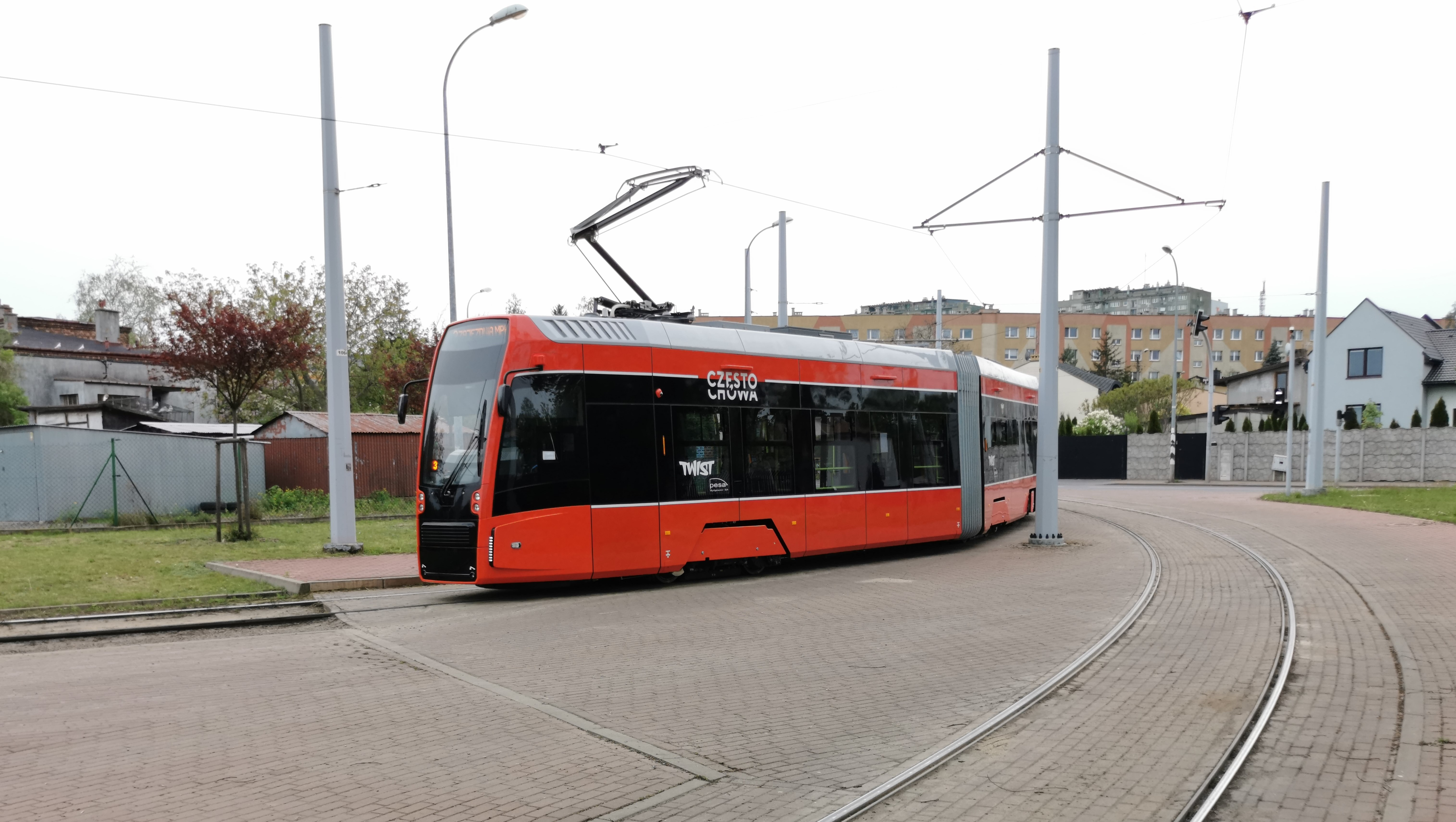
Częstochowski twist z 2020 roku

Pierwsze zamówienie na twisty złożyła Częstochowa, która zakupiła na mocy umowy z 17 grudnia 2010 siedem sztuk jednokierunkowych składów normalnotorowych z napędem asynchronicznym, klimatyzacją oraz udogodnieniami dla niepełnosprawnych. Zamówione tramwaje kosztowały przewoźnika 50 mln zł (7,14 mln za sztukę), z czego 42,5 mln pochodziło z dofinansowania unijnego. Był to pierwszy tramwaj niskopodłogowy, który zamówił częstochowski przewoźnik. Twisty dostały numery taborowe z zakresu przewidzianego wcześniej dla dwuczłonowych tramwajów Konstal 102Na.
Pierwszy tramwaj 129Nb dotarł do zajezdni w Częstochowie nad ranem 13 marca 2012. Jazdy testowe rozpoczęto nocami od 13 do 25 marca 2012. Podczas prób przeprowadzono jazdy po całej sieci tramwajowej, łącznie ze znajdującym się w najgorszym stanie technicznym torowiskiem we wschodniej części miasta. Ostatecznie nie zdecydowano się jednak na liniowe kursy po tej trasie, prowadzącej do pętli Kucelin przy Hucie Częstochowa. Konieczna była przebudowa kilku peronów, a dwa perony przystankowe zostały przeniesione. W międzyczasie wagon przeszedł w Częstochowie pomyślnie testy homologacyjne. 28 kwietnia rozpoczęły się 30-dniowe jazdy próbne z pasażerami. Twist kursował na trasie linii numer 2 z pętli Fieldorfa-Nila na Północy do pętli Raków-Dworzec PKP. Po miesiącu bezawaryjnej jazdy, 1 czerwca nastąpiło uroczyste przekazanie pierwszego egzemplarza na własność MPK Częstochowa. 3 września twisty rozpoczęły kursowanie na swojej docelowej, otwartej w tym dniu linii nr 3. Jej trasa rozpoczyna się nowo wybudowanym torowiskiem od pętli przy Miejskim Stadionie Piłkarskim Raków, następnie biegnie przez Błeszno i Wrzosowiak, a potem po starym torowisku prowadzi do pętli Fieldorfa-Nila. Uroczyste otwarcie nowej linii, połączone z festynem i paradą tramwajów, miało miejsce 9 września. Dostawy twistów zakończono 13 października 2012.
We wrześniu 2014 roku w jednym z częstochowskich twistów wykryto wadę fabryczną (odkształcenia oraz pęknięcia elementów konstrukcyjnych pierwszego i trzeciego członu). W wyniku diagnostyki usterki wykryto w 5 z 7 tramwajów, a ze względu na ich charakter niezbędne stało się wysłanie ich do producenta celem wykonania niezbędnych poprawek. Do Częstochowy pierwszy naprawiony tramwaj powrócił w maju 2015 roku, drugi w czerwcu. W lipcu 2016 trwał remont ostatniego pojazdu. W składach poza naprawą wykrytego błędu konstrukcyjnego wymienione zostały rampy dla wózków oraz światła. W związku z unieruchomieniem tramwajów producent zapłacił kary umowne.
15 stycznia 2018 MPK Częstochowa podpisało z Pesą umowę o wartości 90 mln zł na dostarczenie w ciągu 2 lat 10 tramwajów Twist II (z opcją na 5 kolejnych). Dostawy miały rozpocząć się w maju 2019 i zakończyć w styczniu 2020, jednakże ze względu na problemy producenta pierwszy egzemplarz został dostarczony dopiero 16 marca 2020, a 13 maja rozpoczął kursy z pasażerami. Dostawy zakończono pod koniec września 2020.

### Gorzów Wielkopolski

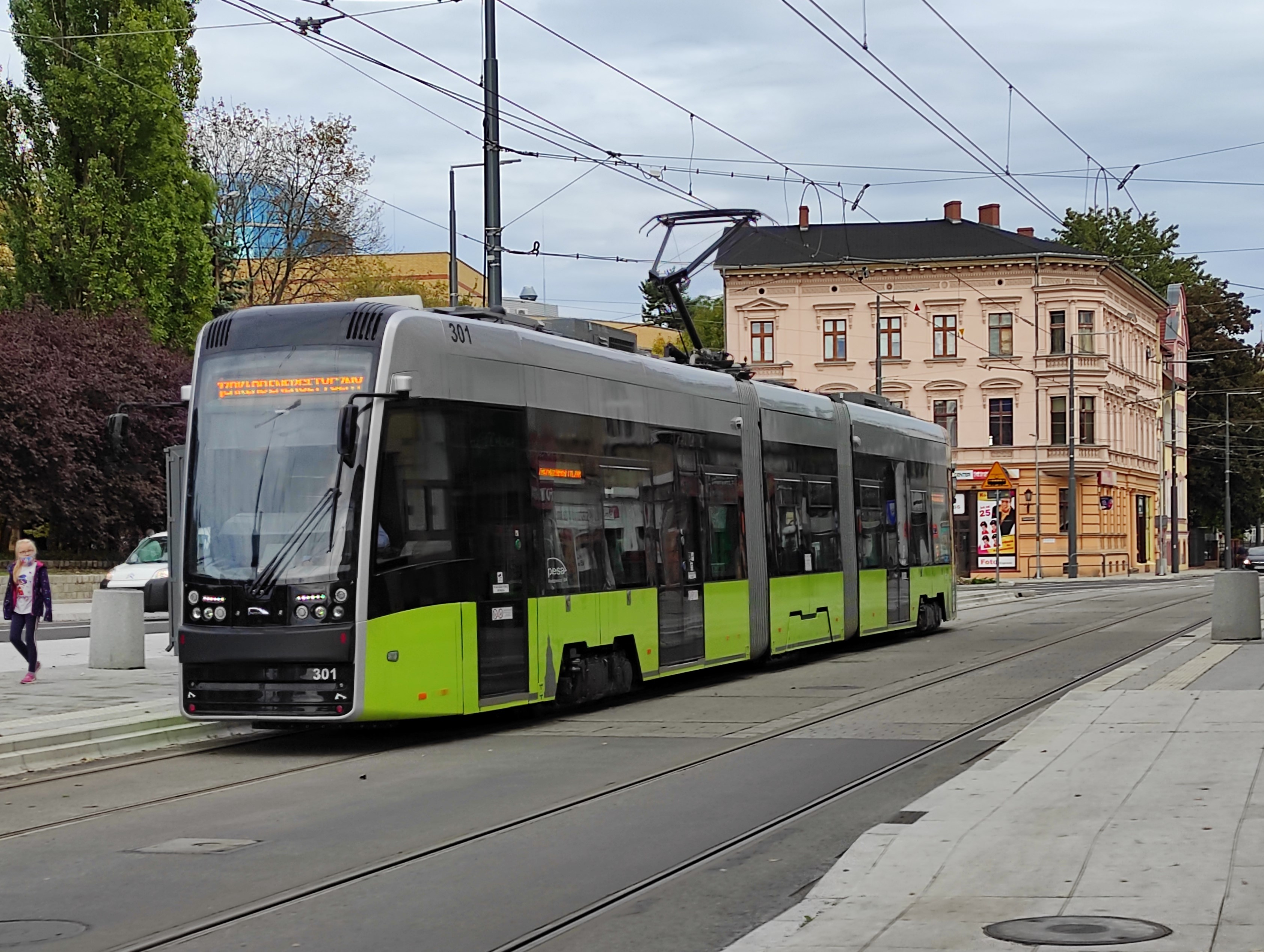
Pesa Twist w Gorzowie

22 września 2017 podpisana została umowa pomiędzy MZK Gorzów Wielkopolski a Pesą na dostawę 14 dwukierunkowych twistów, począwszy od października 2018. W umowie zawarto prawo opcji na dodatkowe 6 tramwajów (z której nie zdecydowano się skorzystać). W nocy z 15 na 16 kwietnia 2019 dostarczono pierwszy tramwaj do Gorzowa, kilka dni później rozpoczęto jego testy, a 23 maja odbyła się uroczysta prezentacja. Wszystkie tramwaje miały zostać dostarczone do sierpnia 2019 roku. 31 maja gorzowski model Twista otrzymał dopuszczenie do ruchu z pasażerami. W związku z zakupem twistów MZK zdecydował się na sprzedaż części z posiadanych tramwajów Düwag 6ZGTW. 17 kwietnia 2020 odbyła się pierwsza jazda testowa na mieście. 2 lipca z okazji 763. rocznicy lokacji miasta tramwaje rozpoczęły obsługę linii nr 1, której remont został niedługo wcześniej ukończony.

### Górnośląsko-Zagłębiowska Metropolia

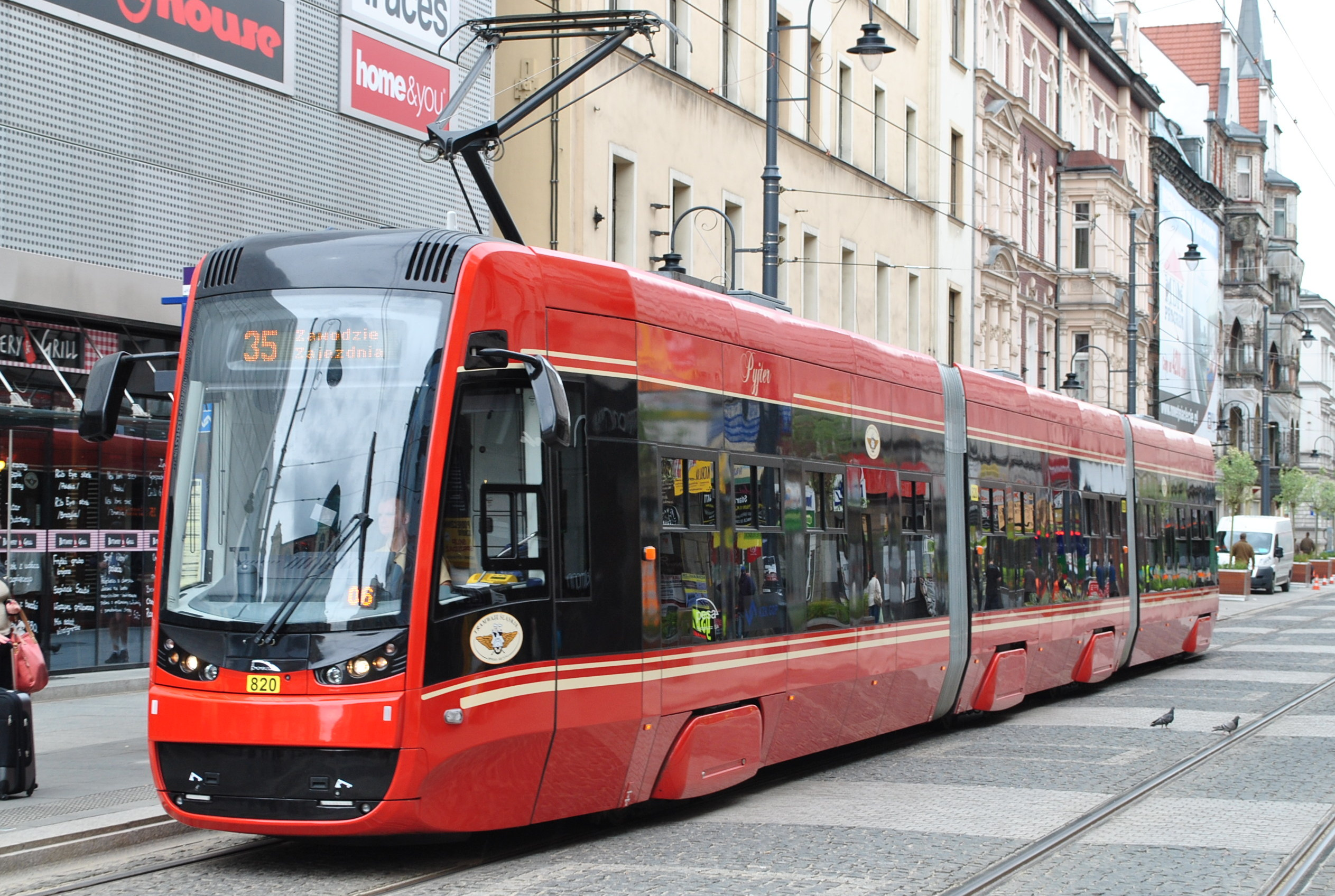
Pesa Twist 2012N na ul. 3-go Maja w Katowicach

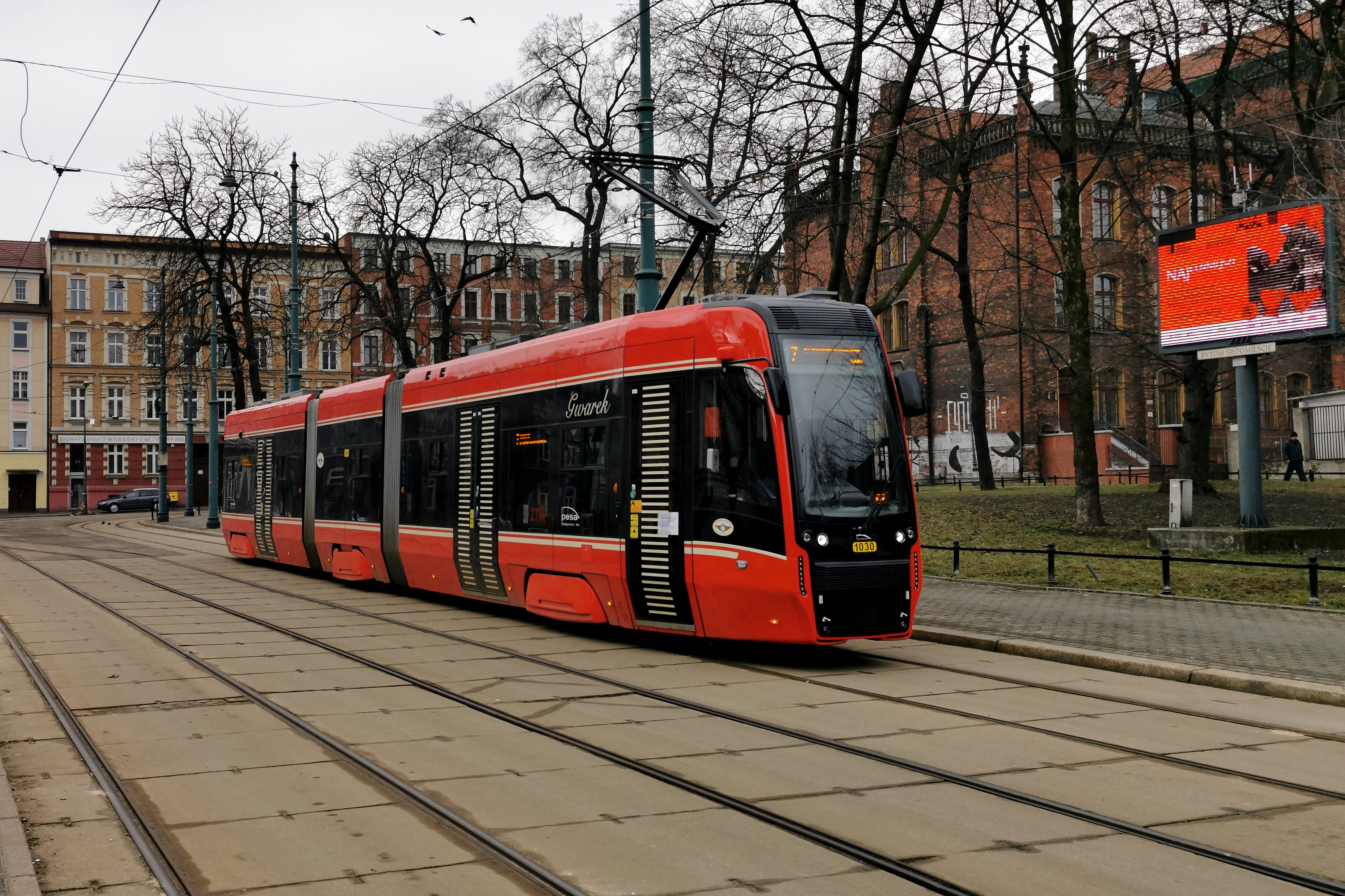
Pesa Twist 2017N na placu Sikorskiego w Bytomiu

10 grudnia 2012 roku Pesa podpisała umowę ze spółką Tramwaje Śląskie na dostawę 30 nowych składów. Wartość kontraktu opiewała na sumę 202,5 mln zł brutto. Realizacja zamówienia ma nastąpić w czasie 24 miesięcy. W drugi weekend listopada 2013 dostarczono pierwszy tramwaj do zajezdni Tramwajów Śląskich. Na kolejne dni zaplanowano testy homologacyjne, a na 22 listopada prezentację dla szerszej publiczności. Przed premierą twist wyjeżdżał na śląskie tory w nocy i był oklejony folią maskującą. 22 listopada w Zabrzu zaprezentowano pierwszego Twista, a na początku stycznia 2014 zakończyły się jego czynności odbiorowe. 13 maja w zajezdni tramwajowej Zawodzie w Katowicach odbyła się uroczystość wprowadzenia twistów do obsługi ruchu liniowego. Eksploatacja z pasażerami rozpoczęła się 14 maja 2014, kiedy to twisty rozpoczęły obsługę linie nr 35 Katowice Plac Wolności – Zawodzie Zajezdnia. 2 sierpnia rozpoczęto ich eksploatację na linii nr 6 Katowice – Bytom, a na początku sierpnia rozpoczęto testy twistów w Sosnowcu i Będzinie. Dostawy zakończono 30 września. Do zajezdni Zawodzie trafiło łącznie 20 twistów, a do zajezdni Będzin 10. Od października 2014 twisty zaczęły obsługiwać linię nr 15 łączącą Katowice z Sosnowcem. W grudniu 2013 w drodze głosowania wybrano kolor wnętrza śląskich twistów oraz nadano im tradycyjne śląskie imiona. Pod koniec 2021 roku przewoźnik podpisał z producentem umowę na doposażenie 5 tramwajów w klimatyzację. Pierwszy zmodernizowany tramwaj rozpoczął kursy z pasażerami w sierpniu 2022.
29 czerwca 2018 TŚ podpisały z Pesą umowę na dostawę 27 tramwajów o długości około 25 m (z opcją na 5 dodatkowych sztuk) i 8 tramwajów o długości 32 m. 12 lipca 2020 pierwszy tramwaj 25-metrowy został dostarczony do zajezdni Zawodzie w Katowicach, natomiast pierwszy pojazd 32-metrowy dostarczono do Katowic 31 października 2020. 23 października pierwszy tramwaj 25-metrowy rozpoczął kursy z pasażerami na linii nr 36 w Katowicach. W listopadzie przeprowadzono konkurs na imię dla tramwajów 25-metrowych, w ramach którego otrzymały one imię Gwarek. 14 grudnia zarząd spółki Tramwaje Śląskie podpisał oświadczenie o uruchomieniu prawa opcji na 5 dodatkowych twistów 25-metrowych. 30 stycznia 2021 pierwsze dwa nowe tramwaje 32-metrowe rozpoczął kursy z pasażerami na linii nr 15. 22 kwietnia 2021 zakończono dostawy tramwajów z zamówienia podstawowego. Na koniec roku 2021 dostarczonych były natomiast 4 tramwaje z zamówienia uzupełniającego, a ostatni tramwaj dostarczono pod koniec stycznia.
4 lutego 2025 podpisana została umowa na dostawę 40 tramwajów (30 jednokierunkowych i 10 dwukierunkowych) o długości 25 m.

### Kraków

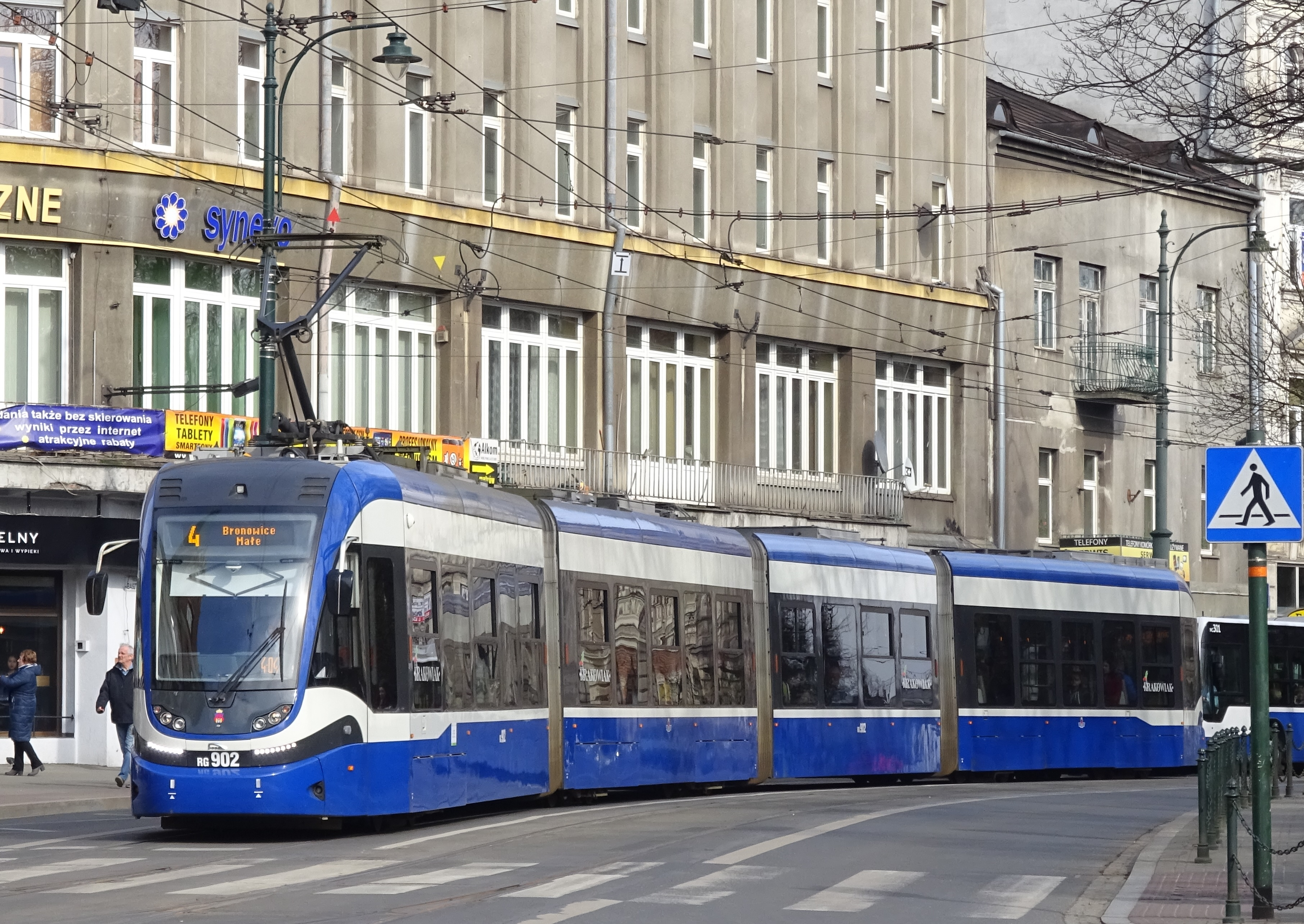
2014N w Krakowie

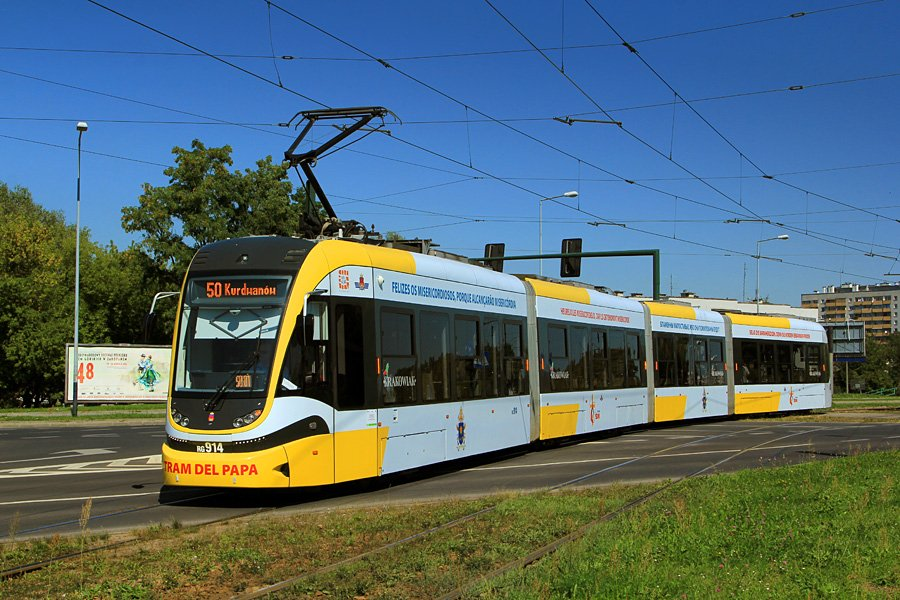
Tram del Papa

3 lipca 2014 zawarto umowę na dostawę 36 sztuk 4-członowych tramwajów (wartość kontraktu 291 240 000 zł netto). Planowano wówczas, że zastąpią one Konstale 105Na oraz będą kursować głównie do Nowej Huty.
W budowę tramwajów poza pracownikami Pesy zaangażowano również pracowników krakowskiego MPK. 17 czerwca 2015 pierwszy tramwaj był testowany na torze testowym przy fabryce w Bydgoszczy, a 28 czerwca dotarł do zajezdni Podgórze w Krakowie. Pod koniec lipca tramwaj otrzymał homologację.
30 sierpnia 2015 pierwszy krakowiak rozpoczął regularne kursy. Tramwaje skierowano przede wszystkim do obsługi linii nr 4. 25 listopada krakowiaki rozpoczęły również obsługę linii nr 52, jednakże 30 listopada zostały wycofane z tej linii ze względu na ocieranie się przegubami o krawężniki. W związku z czym Zarząd Infrastruktury Komunalnej i Transportu w Krakowie przeprowadził pracę na pętli Czerwone Maki i 9 grudnia krakowiaki ponownie skierowano do obsługi linii nr 52. 29 grudnia do Krakowa dotarł ostatni z 36 zamówionych wozów. Pod koniec grudnia tramwaje obsługiwały linie nr 4, 50 i 52, a w weekendy również nr 24.
Tramwaje przydzielono do zajezdni Nowa Huta i Podgórze. Dzięki ich dostawom możliwe było wycofanie najstarszych Konstali 105Na.
Od początku eksploatacji do 7 kwietnia 2016 wszystkie krakowiaki pokonały łącznie milion kilometrów.
28 lipca 2016, podczas Światowych Dni Młodzieży, jednym z krakowiaków przejechał papież Franciszek. Tramwaj o numerze RG914 został specjalnie na tę okazję oklejony w biało-żółte barwy i ozdobiony hasłem Błogosławieni miłosierni, albowiem oni miłosierdzia dostąpią w różnych językach, a na tablicach kierunkowych widniał napis Tram del Papa. Pojazd wyruszył spod Pałacu Arcybiskupów, następnie przejechał ulicami Franciszkańską, Straszewskiego, Piłsudskiego i al. 3 Maja oraz zakończył bieg na Błoniach. W podróży papieżowi towarzyszyła grupa osób niepełnosprawnych. Po przejeździe ojciec święty otrzymał specjalnie wyprodukowany model tramwaju Krakowiak, a wagon wykorzystany w wydarzeniu został przez MPK nazwany Papal Tram (ang. Tramwaj Papieski). Następnego dnia udekorowany tramwaj obsługiwał linię nr 8, a od 30 lipca do 1 sierpnia specjalną linię S4 z Bronowic Małych do Małego Płaszowa. Od 2 sierpnia obsługuje linie, na których zazwyczaj jeżdżą krakowiaki.
We wrześniu 2016 poinformowano, że MPK domaga się od Pesy 26 mln zł tytułem kar za opóźnienia w dostawach. 20,4 mln zł przewoźnik wyegzekwował z gwarancji ubezpieczeniowej, stanowiącej zabezpieczenie realizacji kontraktu. Pod koniec stycznia 2019 prawomocną decyzją sądu wysokość kar została zmniejszona do 14,5 mln zł.
W ciągu pierwszych 14 miesięcy eksploatacji wystąpiło 1700 wad i usterek w dostarczonych do tej pory Krakowiakach. Na początku 2019 roku w tramwajach wystąpił problem z pudłami ocierającymi o krawężniki, który spowodowany był osiadaniem wózków w efekcie naturalnego zużywania się obręczy kół podczas eksploatacji.
W 2016 roku w przetargu na 50 tramwajów dla MPK Kraków Pesa zaproponowała Krakowiaka II (2016N). Została jednak z niego wykluczona przez MPK ze względu na nienależytą realizację umowy z dnia 3 lipca 2014 roku. W szczególności dostawę po terminie i niską dostępność Krakowiaków. Pesa odwołała się od tej decyzji i 30 stycznia 2017 Krajowa Izba Odwoławcza wydała wyrok nakazujący MPK unieważnienie wykluczenia Pesy z przetargu. MPK z uwagi na wątpliwości prawne uzasadnienia orzeczenia KIO złożyło sprawę do sądu wykazując 1700 wad i usterek, które wystąpiły w ciągu 14 miesięcy w dostarczonych do tej pory Krakowiakach. Pesa odwołała się od tej decyzji, jednakże sąd oddalił argumenty MPK i zgodnie z orzeczeniem KIO nakazał przywrócenie oferty Pesy. 8 sierpnia 2017 roku MPK poinformował o wyborze najkorzystniejszej oferty, którą złożyła Pesa. Druga oferta należała do konsorcjum Solaris-Stadler, trzecia została złożona przez Škodę, a oferta Newagu została odrzucona. Pesa nie przedłużyła jednak wadium w przetargu. Pod koniec października MPK wezwało Pesę do podpisania umowy w dniu 10 listopada, jednak przedstawiciele Pesy nie stawili się na podpisanie umowy w tym dniu i MPK zdecydowało się na wybór oferty konsorcjum Solaris-Stadler. 20 listopada Pesa odwołała się od tej decyzji do KIO, a po kilku dniach wycofała swoje odwołanie.
W lipcu 2018 na al. Pokoju wykolejeniu uległ jeden z krakowiaków, w wyniku czego konieczna była naprawa u producenta, w wyniku której tramwaj otrzymał nową konstrukcję pierwszego członu. W styczniu 2021 tramwaj powrócił do obsługi pasażerów w Krakowie.
3 kwietnia 2025 podpisano umowy ramowe na dostawę 90 tramwajów typu Twist 3.0. Zamówienie obejmuje dostawę 30 tramwajów jednokierunkowych o długości 33 m, 30 tramwajów dwukierunkowych o długości 33 m i 30 tramwajów jednokierunkowych o długości 43 m. 18 sierpnia 2025 podpisano umowę wykonawczą na dostawę 30 wagonów dwukierunkowych.

### Wrocław

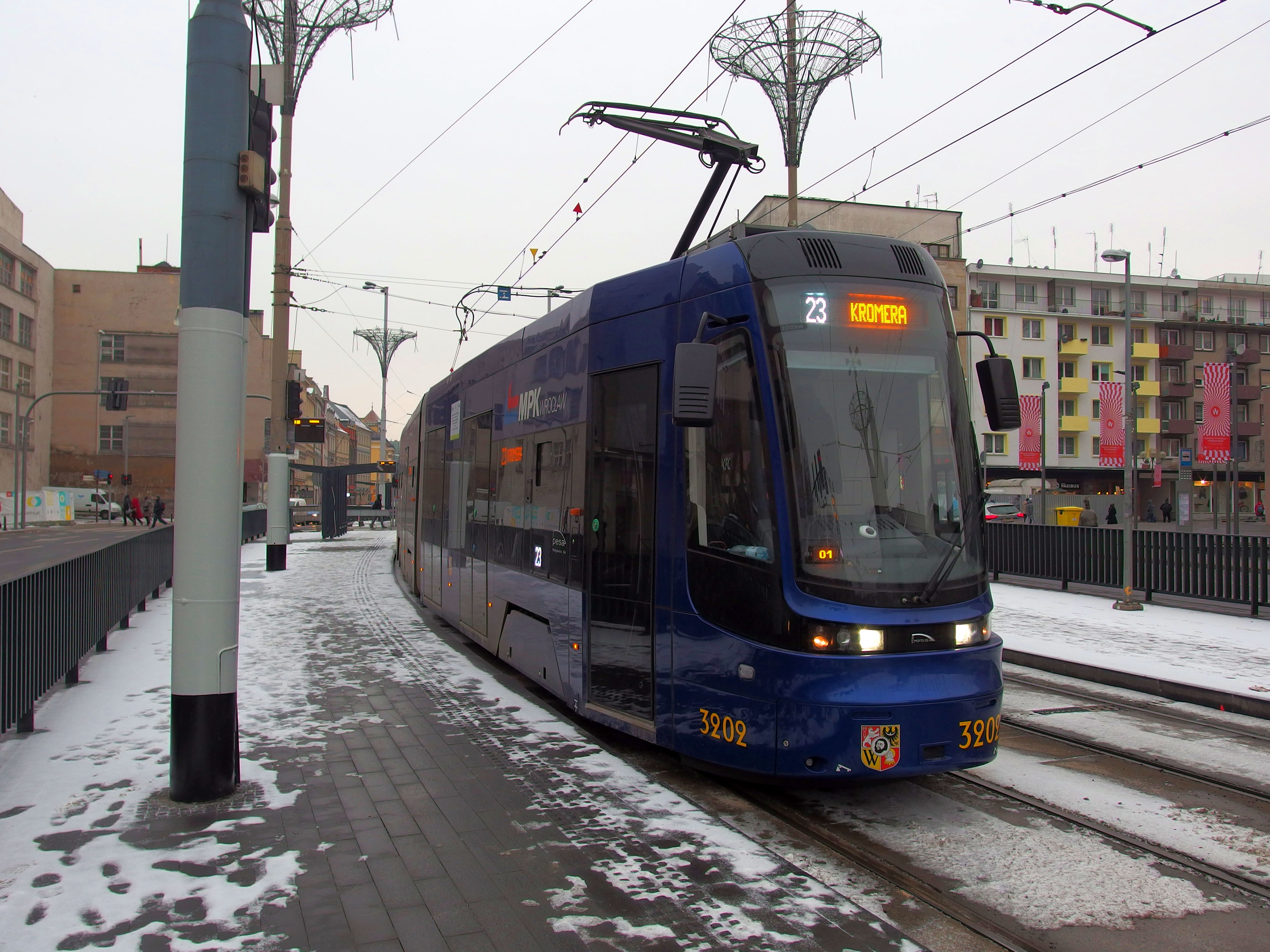
Pesa Twist 2014N na przystanku Świdnicka

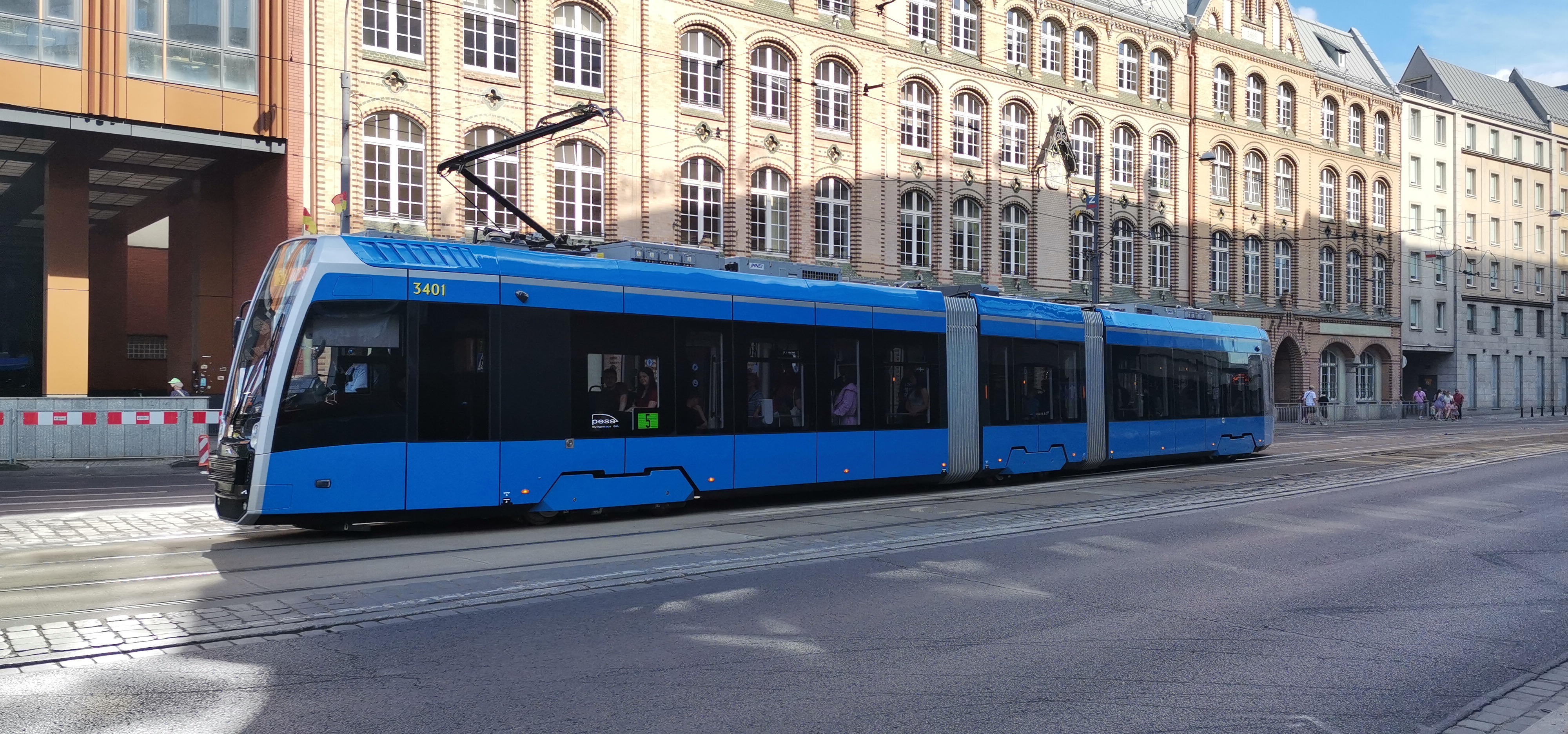
Pesa Twist 146N na ul. Piotra Skargi

15 grudnia 2014 MPK Wrocław podpisało z Pesą umowę na dostawę 6 tramwajów, które miały zostać dostarczone w przeciągu pół roku. Zamówienie przewidywało możliwość rozszerzenia do 25 sztuk w przypadku pozyskania dofinansowania ze środków Unii Europejskiej. W marcu 2015 zdecydowano się rozszerzyć zamówienie o 2 dodatkowe egzemplarze.
W nocy z 17 na 18 czerwca 2015 do Wrocławia przyjechał pierwszy tramwaj. Podczas pierwszych testów okazało się, że niezbędna będzie przebudowa części przystanków, na których odległość między peronem a tramwajem jest zbyt mała. 19 czerwca tramwaj został zaprezentowany dziennikarzom na terenie zajezdni Borek. Do 26 czerwca sprawdzono 73 przystanki, a 15 z nich wymagało kilkucentymetrowych korekt krawędzi peronów. Pod koniec lipca dostarczono drugi tramwaj. 14 sierpnia trzy tramwaje rozpoczęły kursy z pasażerami na linii nr 3, a pod koniec sierpnia twisty skierowano do obsługi linii nr 23 i 33. 23 listopada do Wrocławia dostarczono 2 ostatnie egzemplarze zamówione jako opcjonalne i tym samym zakończono kontrakt. Na początku grudnia pojazdy zaczęto kierować również na linię nr 5, później także na linię nr 11, a pod koniec czerwca 2016 na linię nr 3. Dzięki dostawom twistów MPK mogło wycofać i sprzedać część najstarszych Konstali 105Na.
20 grudnia 2021 MPK Wrocław podpisało z Pesą umowę na dostawę 24 tramwajów (za 204 mln zł – ponad 8,2 mln zł za pojazd), z opcją na 16 kolejnych, która zwiększa wartość zamówienia do 337,5 mln zł. W nocy z 23 na 24 lutego 2024 do Wrocławia przyjechał pierwszy Twist, 29 lutego odbyła się jego prezentacja, 12 kwietnia poinformowano o zakończeniu procesu homologacji, a 20 czerwca rozpoczął kursy z pasażerami. W nocy z 27 na 28 sierpnia został dostarczony 13. Twist typu 146N. W nocy z 8 na 9 stycznia 2025 dostarczono ostatni, 24. tramwaj z umowy głównej. 

### Moskwa

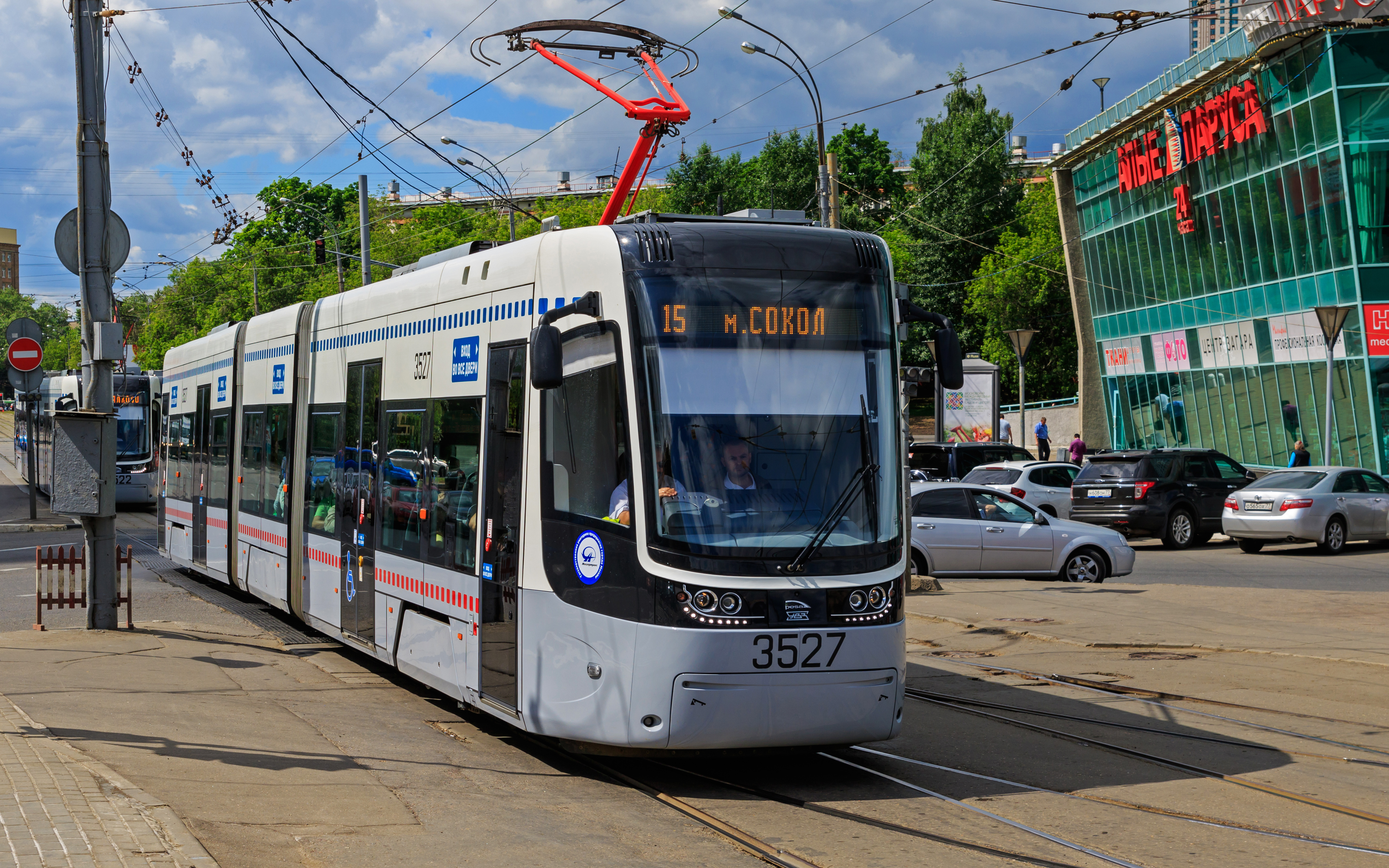
Fokstrot na ulicach Moskwy

Umowę na dostawę 120 tramwajów dla Moskwy zawarto w czerwcu 2013 roku, po wycofaniu się z przetargu Bombardiera. Dostawy przewidziano na okres od marca 2014 do marca 2015. Pierwsze tramwaje powstały w całości w Bydgoszczy, późniejsze miały być produkowane we współpracy z koncernem Urałwagonzawod, największym na świecie producentem czołgów. Później jednak postanowiono, że wszystkie tramwaje powstaną w Polsce. Kolejne pojazdy dla Moskwy miały zawierać coraz więcej podzespołów pochodzących z Rosji, docelowo powyżej 50%.
20 lutego 2014 w Bydgoszczy został zaprezentowany pierwszy z zamówionych tramwajów.
1 czerwca tramwaje rozpoczęły kursy z pasażerami. Skierowano je do obsługi linii nr 6 Bratcewo – metro Sokół. Do końca lutego 2015 dostarczono połowę z zamówionych 120 tramwajów. Dostawa pozostałych została wstrzymana ze względu na spadek wartości rubla. W lipcu na terenie fabryki w Bydgoszczy znajdowały się 22 gotowe, niedostarczone tramwaje. W październiku 2016 r. prezes Pesy poinformował o wyniku negocjacji zakładu z moskiewskim przewoźnikiem, w ramach których uzgodniono zmniejszenie kontraktu ze 120 do 90 pojazdów i szybkie rozpoczęcie transportu już wyprodukowanych pojazdów do Moskwy. Co nastąpiło pod koniec miesiąca, kiedy wysłano pierwsze 10 tramwajów. Do dostawy pozostałych 20 nigdy nie doszło.
W ciągu pierwszego roku eksploatacji tramwaje pokonały 1,7 mln km oraz przewiozły 10 mln pasażerów.
W związku z inwazją Rosji na Ukrainę serwisowanie tramwajów było niemożliwe ze względu na sankcje i wynikający z nich brak części zamiennych. Doprowadziło to do stopniowego wycofania pojazdów z ruch aż do całkowitego zaprzestania ich użytkowania 4 grudnia 2023.
W lipcu 2024 rozpoczął się wywóz tramwajów do Ufy

### Ufa
W lipcu 2024 rozpoczął się przywóz wycofanych tramwajów z Moskwy, a na początku października rozpoczęto eksploatację pierwszego z nich na linii nr 5 Goscyrk – ulica Puszkina. Na początku listopada w Ufie było 10 tramwajów, ale kursował tylko 1 z nich.

### Kijów

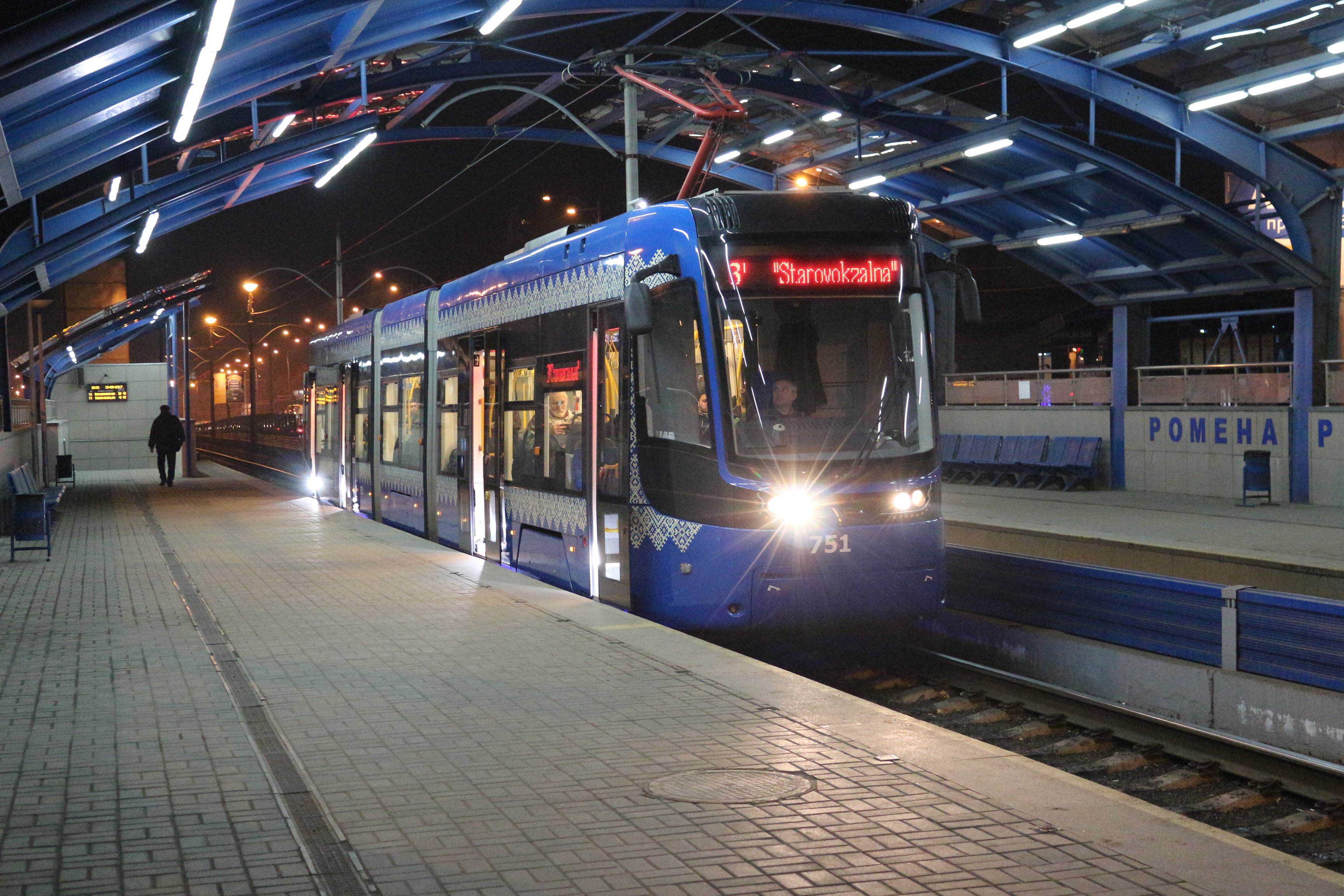
Fokstrot w Kijowie

17 czerwca 2015 mer Kijowa podpisał z Pesą memorandum mówiące o możliwości zrealizowania dostaw do 50 tramwajów dla tego miasta oraz uruchomienia w nim zakładu producenta. 9 października do Kijowa dotarł jeden pokazowy fokstrot, a następnego dnia został on zaprezentowany podczas parady tramwajów. Wagon przypisano do zajezdni Szewczenko i skierowano na trzymiesięczne jazdy testowe z pasażerami, mające na celu uzyskanie homologacji na rynek ukraiński. Ostatecznie egzemplarz ten, oznaczony numerem 751, został dopuszczony do regularnego ruchu liniowego pod koniec marca 2016.
W maju 2016 Pesa podpisała umowę ramową na dostawę 10 tramwajów dla Kijowa. W lipcu obecny wówczas w tym mieście pierwszy egzemplarz o numerze 751 został przedstawiony do odbiorów, które zakończono pod koniec sierpnia. 23 sierpnia wóz ten został skierowany do obsługi linii ekspresowej nr 3. Pod koniec listopada do stolicy Ukrainy dotarł drugi egzemplarz i 29 listopada również on wyjechał na linię szybkiego tramwaju. Na początku grudnia dostarczono kolejne 2 egzemplarze, 16 grudnia do Kijowa dotarły następne 2 wagony, zaś 19 grudnia ostatnie 4 wozy. Pod koniec 2016 w eksploatacji było 6 tramwajów, zaś pozostałe 4 wozy wprowadzono do użytku do połowy marca 2017.
W sierpniu 2017 podpisano umowę na dostawę kolejnych 40 tramwajów. Na początku października pierwszy z nich był gotowy, a miesiąc później był już w Kijowie. W październiku 2018 dostarczonych było łącznie 25 z 50 zamówionych tramwajów. W efekcie zmian kursu walutowego przewidziana w kontrakcie partia 40 tramwajów została zmniejszona do 37. Pod koniec grudnia 2018 roku zakończono dostawy. 
4 kwietnia 2019 podpisano umowę ramową na dostawy do końca 2019 roku kolejnych 10 tramwajów posiadających możliwość jazdy wielokrotnej. Do września 2021 dostarczono pierwsze 7 sztuk, a 3 kolejne do służby weszły pod koniec roku.

### Krajowa
17 lipca 2021 podpisana została umowa na dostarczenie 17 tramwajów do Krajowy. Na początku listopada 2022 zakończyła się produkcja pierwszego egzemplarza, po czym został on przetransportowany do Olsztyna na testy, po których 2 grudnia dotarł do Krajowy. 16 marca 2023 na stanie przewoźnika było 10 twistów i rozpoczęto jazdy z pasażerami.

## Nagrody i wyróżnienia
- 2015 – tytuł Dobry Wzór przyznany przez Instytut Wzornictwa Przemysłowego oraz nagroda specjalna Wzór roku 2015 przyznana przez ministra gospodarki dla tramwaju 2014N Krakowiak[84].
- 2016 – wyróżnienie w kategoriach Project of the year over 50 mln euro i Outstanding Engineering Achievement podczas gali Global Light Rail Awards dla tramwaju 2014N Krakowiak[215],
- 2018 – tytuł Dobry Wzór przyznany przez Instytut Wzornictwa Przemysłowego dla tramwaju 2015N[216].